# Hugh Stafford
Hugh Stafford, 2e comte de Stafford, est un baron anglais né vers 1342 et mort en 1386.

## Biographie
Hugh Stafford est le deuxième fils du comte Ralph Stafford, issu de son second mariage avec Marguerite Audley, la fille du comte de Gloucester Hugh Audley. Il devient l'héritier de son père après la mort prématurée de son frère aîné Ralph, survenue vers 1347.
Durant la guerre de Cent Ans, il participe aux campagnes du Prince Noir en France en 1359-1360, puis l'accompagne en Castille dans le cadre de la guerre civile opposant Pierre le Cruel à Henri de Trastamare. Il rentre en Angleterre quelques années avant la mort de son père, en 1372. Il devient chevalier de l'ordre de la Jarretière en 1375.
Devenu comte de Stafford, Hugh Stafford continue à servir le trône sous Édouard III et Richard II. Il est profondément affecté par la mort de son fils aîné Ralph, tué par Jean Holland par vengeance personnelle en 1385. Le comte trouve la mort fin septembre ou début octobre 1386 à Rhodes, alors qu'il se rendait en pèlerinage à Jérusalem. Il est inhumé au prieuré de Stone, dans le Staffordshire.

## Mariage et descendance
Hugh Stafford se marie vers 1350 avec Philippa de Beauchamp, la fille du comte de Warwick Thomas de Beauchamp. Ils ont sept enfants :
- Margaret (vers 1364 – 9 juin 1396), épouse le comte de Westmorland Ralph Neville ;
- Ralph (vers 1367 – 1385) ;
- Thomas (vers 1368 – 4 juillet 1392), 3e comte de Stafford ;
- William (21 septembre 1375 – 6 avril 1395), 4e comte de Stafford ;
- Katherine (vers 1376 – 8 avril 1419), épouse le 2e comte de Suffolk Michael de la Pole, fils du 1er comte de Suffolk Michael de la Pole ;
- Edmond (2 mars 1377 – 22 juillet 1403), 5e comte de Stafford ;
- Joan (1378 – 1er octobre 1442), épouse le comte de Kent Thomas Holland.